# Claudine Auger
Claudine Auger, nacida Claudine Oger (París, 26 de abril de 1941-París, 18 de diciembre de 2019), fue una actriz francesa que tuvo una extensa carrera en películas y series tanto italianas, españolas como estadounidenses. Fue conocida por ser la chica Bond Dominique Derval en la película Operación Trueno (1965).

## Biografía
Asistió a la Universidad St. Juana de Arco y más tarde al Teatro Conservatorio, también en París, donde interpretó papeles dramáticos. Hizo su debut en el cine cuando aún estaba en la escuela.
Obtuvo el título de Miss Francia 1958 cuando tenía 15 años y también fue la primera finalista en el concurso Miss Mundo en ese mismo año.

## Carrera
Jean Cocteau le dio su primer papel sin créditos como una bailarina en The Testament of Orpheus en 1960. Pierre Gaspard-Huit la dirigió en varias películas, incluyendo Le Masque de Fer de 1962 y The Vengeance of Kali de 1963.
Cuando estaba de vacaciones en Nassau, el guionista y productor Kevin McClory, que también vacacionaba allí, la vio y le recomendó audicionar para la película Thunderball de 1965, y en la que finalmente representó el papel de "Domino" (Dominetta Petacchi) que originalmente iba a ser para una actriz italiana. Auger impresionó tanto a los productores que se reescribió el guion. Aunque tomó clases para perfeccionar su Inglés, su voz fue doblada durante un tiempo por Nikki van der Zyl exclusivamente para esta película. De inmediato, gracias a la popularidad de este personaje, Claudine posó semidesnuda para la revista Playboy y fue invitada a un especial de la televisión estadounidense protagonizada por Danny Thomas y Bob Hope.
En 1971, protagonizó junto a otras dos chicas Bond, Barbara Bach y Barbara Bouchet, Black Belly of the Tarantula; y ese mismo año actuó en el film de terror italiano Bahía de sangre. Tuvo algunos papeles en películas europeas como Triple Cross (1966) y The Killing Game (1967).

## Filmografía
- 1958: Christine de Pierre Gaspard-Huit
- 1960: Le testament d'Orphée de Jean Cocteau
- 1960: Terrain vague de Marcel Carné
- 1961: Les moutons de Panurge de Jean Girault
- 1961: Les Sept Péchés capitaux de Edouard Molinaro
- 1962: À la française de Robert Parrish
- 1962: La máscara de hierro de Henri Decoin
- 1963: Kali Yug, la dea della vendetta de Mario Camerini
- 1963: Il mistero del tempio indiano de Mario Camerini
- 1965: Yoyo ....... Isolina
- 1965: Operación Trueno de Terence Young ....... Domino
- 1966: Triple Cross - La verdadera historia de Eddie Chapman de Terence Young..... Paulette
- 1966: El diablo enamorado de Ettore Scola ........ Magdalena de Medici
- 1967: Il padre di famiglia de Nanni Loy .......... Adriana
- 1967: Jeu de massacre de Alain Jessua ......... Jacqueline Meyrand
- 1968: Flammes sur l'Adriatique de Alexandre Astruc....... Mirjana
- 1969: I Bastardi de Duccio Tessari........... Barbara
- 1971: Un peu de soleil dans l'eau froide de Jacques Deray........ Nathalie Silvener
- 1971: Bahía de sangre de Mario Bava .......... Renata Donati
- 1972: Un verano para matar (Ricatto alla mala) de Antonio Isasi-Isasmendi
- 1975: Flic Story de Jacques Deray .........Catherine
- 1975: L'intrépide de Jean Girault ........ Sophie
- 1976: Cuando los maridos se iban a la guerra  de Tito Fernández ........ Sol
- 1977: Pane, burro e marmellata ....... Betty
- 1978: Un papillon sur l'épaule de Jacques Deray ......... la mujer de la gabardina
- 1978: El triángulo diabólico de las Bermudas ............ Sybil
- 1979: L'associé de René Bougainville ........... Agnes Pardot
- 1979: Fantástica de Gilles Carle ......... Johanna MacPherson
- 1981: Aragosta a colazione .......... Carla Rebaudengo Spinosi
- 1982: Les secrets de la princesse de Cadignan de Jacques Deray ....... La Princesa de Cadignan
- 1989: Se Frullo del passero de Gianfranco Mingozzi ......... viuda de Dino
- 1993: Salt on Our Skin de Andrew Birkin ......... la madre de George
- 1995: Un orage immobile ........... Artemise d'Aubec
- 1997: Le rouge et le noir (película) .......... La señora de Fervaques

### Televisión
- 1974: Les Oiseaux de Meiji Jingu de André Michel
- 1983: Credo de Jacques Rouffio
- 1994: The Memoirs of Sherlock Holmes - The Three Gables de Peter Hammond

## Nominaciones
En 1966 fue nominada para el premio Golden Laurel por mejor revelación femenina.

## Vida privada
A los 18 años se casó con el escritor y director Pierre Gaspard-Huit de 41 años de edad.
Tras divorciarse de su primer marido, se casó en 1980 con el empresario británico Peter Brent, del cual enviudó en agosto de 2008.
Fue gran amiga de la modelo y actriz Zoe Aggeliki.